# Anais de Tigernach
Os Anais de Tigernach (abrev. AT) é uma crônica, provavelmente originária de Clonmacnoise, Irlanda. A linguagem é uma mistura de latim e irlandês antigo e médio.
Muitos dos registros pré-históricos vem do manuscrito do século XII, Rawlinson B 502. Porém, a real importância da crônica diz respeito aos períodos de 489-766, 973-1003 e 1018-1178. Esses três fragmentos são originários do manuscrito do século XIV Rawlinson B 488. A cobertura do período 766 até 973 está perdida, mas pensa-se que exista de forma reduzida na Chronicon Scotorum (abrev. CT). Esta última é falha para o período de 718 a 804, mas como muito do seu conteúdo é derivado da hipotética Crônica da Irlanda (ela própria, em parte derivada da Crônica de Iona), de que os Anais de Ulster (abrev. AU) e dos Anais de Inisfallen (abrev. AI) são também derivadas, temos uma ideia do que contém os relatos. Kathleen Hughes postula que a AU e AT divergiram da Crônica da Irlanda algum tempo antes do ano 913.
A crônica deve o seu nome moderno a Tigernach Ua Braín (morto em 1088), abade de Clonmacnoise, mas isso não significa que ele foi também seu autor. A nota acrescentada à entrada de 1088, ano da sua morte, em Rawlinson B 488 afirma que o texto foi escrito por Tigernach até aquele ponto. Se ele não era apenas o escriba do texto original copiado pelo escriba do século XIV, pode significar que ele foi um dos analistas responsáveis pelo trabalho.

## Edições
- Annals of Tigernach, ed. & w/ parcialmente traduzido por Whitley Stokes (1895–1897). "The Annals of Tigernach". Études Celtiques 16–18. Edição disponível no CELT e PDF completo no Internet Archive. Tradução completa por Gearóid Mac Niocaill (2010), The Annals of Tigernach. Unpublished electronic file ed. by Emer Purcell e Donnchadh Ó Corráin para UCC.
- O'Conor, Charles. Rerum Hibernicarum scriptores veteres. 4 vols. Buckingham, 1814-26. Superseded by Stokes' edition. Available from Google Books.

## Tradução
- Mac Niocaill, Gearóid (2010), The Annals of Tigernach. Unpublished electronic file edited by Emer Purcell and Donnchadh Ó Corráin para University College Cork.

## Leituras adicionais
- Evans, N. (2010) 'The Present and the Past in Medieval Irish Chronicles', Woodbridge & Rochester, Boydell & Brewer
- K. Grabowski e D. Dumville (1984). Chronicles  and annals of mediaeval Ireland and Wales: the Clonmacnoise-group texts. [S.l.: s.n.]
- R.A.S. Macalister (1944). «The sources of the preface to the Tigernach annals». Irish Historical Studies. 4:13: 38–57
- Eoin Mac Néill (1914). «The authorship and structure of the Annals of Tigernach». Ériu. 7: 30–113
- Diarmuid Ó Murchadha (1996). «A reconsideration of some place-names from The annals of Tigernach». Ainm. Ulster Place-Name Society. 7: 1–27
- Diarmuid Ó Murchadha (1997). The Annals of Tigernach: Index of Names. Col: Irish Texts Society, Subsidiary Series 6. Londres: [s.n.]
- Paul Walsh (1941). «The dating of the Irish annals». Irish Historical Studies. 2:8: 355–75
- Paul Walsh (1940). «The annals attributed to Tigernach». Irish Historical Studies. 2:6: 154–9